# كلاسيكو فرنسا

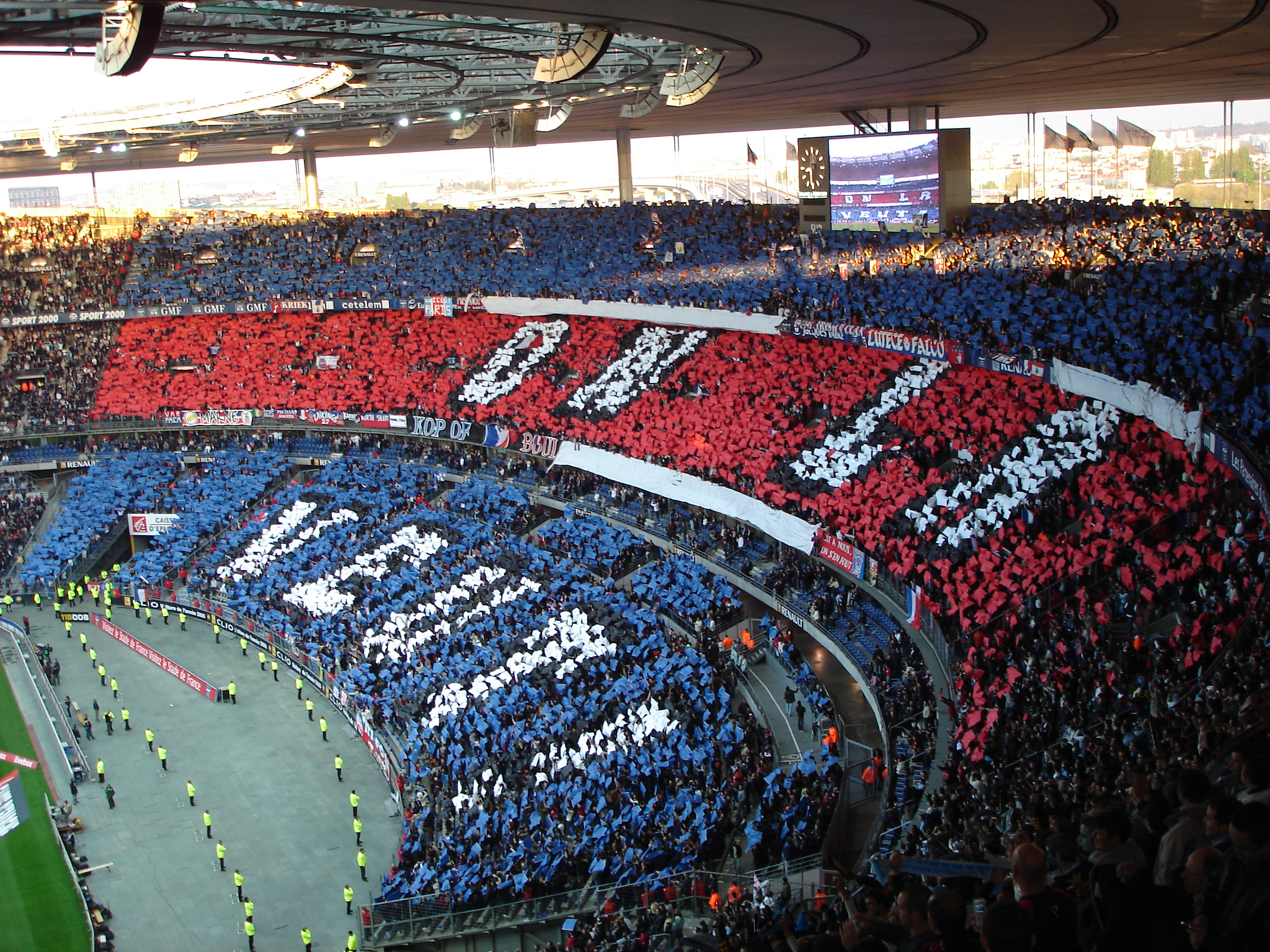
"تيفو" جماهير باريس سان جيرمان في المباراة النهائية لكأس فرنسا 2006 بين الفريقين

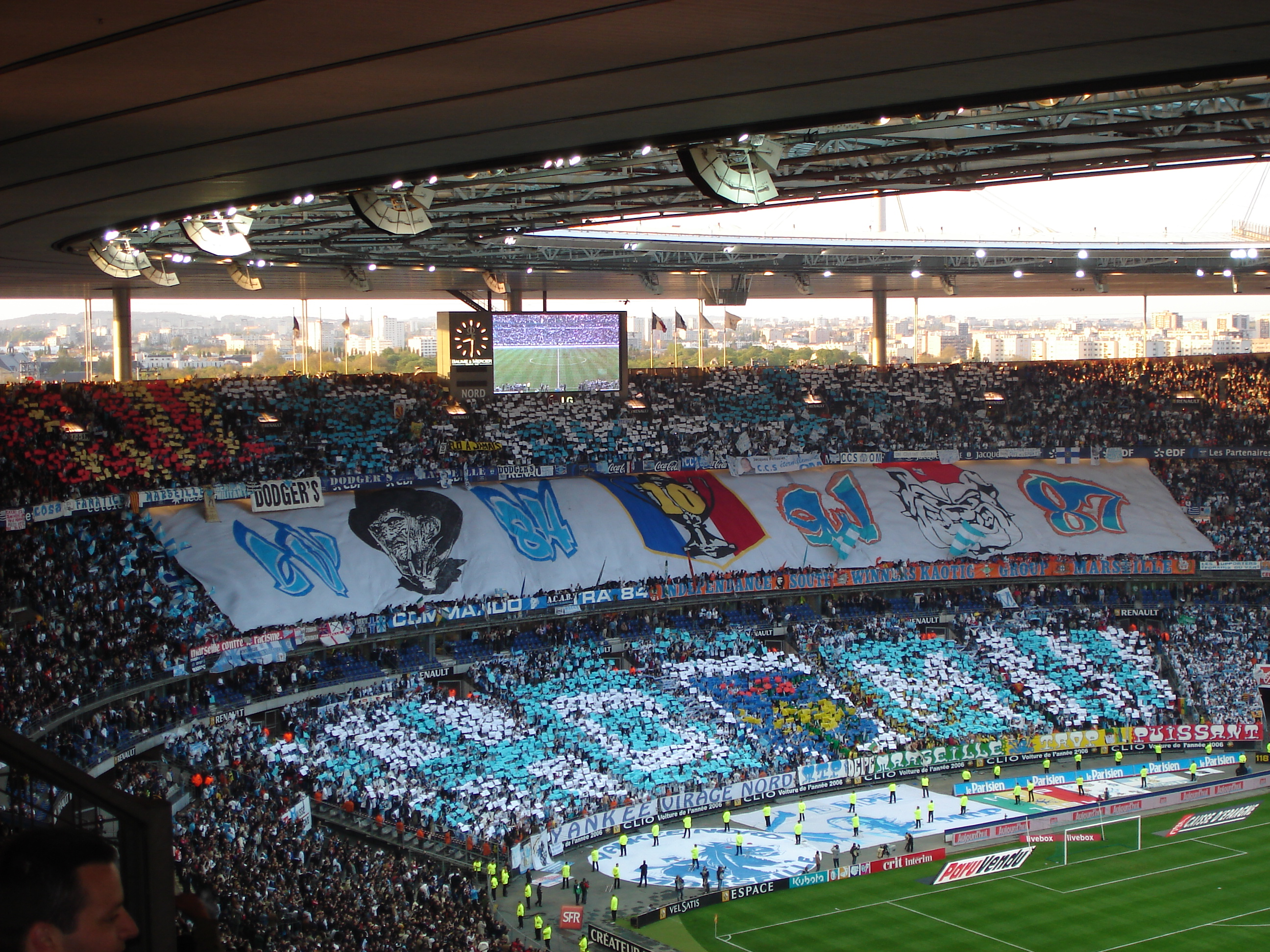
"تيفو" جماهير أولمبيك مارسيليا في المباراة النهائية لكأس فرنسا 2006 بين الفريقين

 كلاسيكو فرنسا أو ”الكلاسيك“ أو ”لو كلاسيك“ (بالفرنسية: Le Classique) هو الاسم الذي يُطلق على مباريات فريقي باريس سان جيرمان و‌أولمبيك مارسيليا، وهما اثنان من أكبر الأندية الفرنسية، وهناك تنافس كبير بينهما منذ أول لقاء خاضاه في يوم 12 ديسمبر 1971 في ملعب الفيلودروم بمارسيليا ضمن منافسات دوري الدرجة الأولى الفرنسي موسم 1971–72، وتصل المنافسة بين الفريقين لأبعد من منافسة في كرة القدم، حيث تعتبر منافسة ثقافية وفكرية بين الشمال والجنوب ممثلاً في أهم أكبر وأهمّ مدينتين في فرنسا (باريس في الشمال و‌مارسيليا في الجنوب).

## أصل التسمية
في نهاية عام 2000 سعت قناة كنال+ الرائدة في فرنسا إطلاق اسم «الكلاسيكو» عليه، على غرار اسم «الكلاسيكو» في إسبانيا، والذي يطلق على مباريات ريال مدريد وغريمه برشلونة، غير أن صحيفة ليكيب تُفضّل تسميته بـ«الكلاسيك» وهي الأفصح باللغة الفرنسية.

## المواجهات

### الجدول
آخر تحديث 16 مارس 2024.
| البطولة              | مواجهات | فاز   | فاز      | تعادل | الأهداف | الأهداف  | فارق الأهداف | فارق الأهداف |
| البطولة              | مواجهات | باريس | مارسيليا | تعادل | باريس   | مارسيليا | باريس        | مارسيليا     |
| -------------------- | ------- | ----- | -------- | ----- | ------- | -------- | ------------ | ------------ |
| الدوري الفرنسي       | 91      | 39    | 32       | 20    | 130     | 106      | +24          | −24          |
| كأس فرنسا            | 14      | 10    | 2        | 2     | 27      | 13       | +14          | −14          |
| كأس الرابطة الفرنسية | 2       | 2     | 0        | 0     | 5       | 2        | +3           | −3           |
| كأس الأبطال الفرنسي  | 2       | 1     | 0        | 1     | 2       | 1        | +1           | −1           |
| المجموع              | 109     | 52    | 34       | 23    | 164     | 122      | +42          | −42          |